# Константиновка (Бердичевский район)
Константиновка (укр. Костянтинівка) — село на Украине, основано в 1830 году, находится в Бердичевском районе Житомирской области.
Код КОАТУУ — 1820884503. Население по переписи 2001 года составляет 10 человек. Почтовый индекс — 13360. Телефонный код — 4143. Занимает площадь 0,13 км².

## Адрес местного совета
13360, Житомирская область, Бердичевский р-н, с.Озадовка, ул. Кирова, 7